# Святослав Ольгович (князь рильський)
Святослав Ольгович (1167—?) — князь рильський, син новгород-сіверського князя Олега Святославича, племінник Ігора Святославича. Один з героїв "Слова о полку Ігоревім".
Народився 1167 року, отримав хрестильне ім'я Борис. Брав участь у двох походах руських князів на половців у 1183 році. У 1185 році вирушив у невдалий похід на половців разом з Ігорем Святославичем Новгород-Сіверським та потрапив в полон. Подальша його доля невідома. За даними з «Поколенной росписи российских... князей» помер у 1186 році, ймовірно у половецькому полоні. 

## Сім'я і діти
За Л. Войтовичем його дружину звали Євдокія. Мав двох синів:
- Олег Святославич (? — після 1228) — князь курський (бл. 1206—1228)
- Мстислав Святославич (?—1241) — князь рильський (до 1206 — 1241)